# 粗壮小鸢尾
粗壮小鸢尾（学名：Iris proantha var. valida）为鸢尾科鸢尾属下的一个变种。

## 扩展阅读
- 維基物種上的相關：粗壮小鸢尾